# كييل إرنست فكتور أندير
كييل إرنست فكتور أندير (بالسويدية: Kjell Ander)‏ هو عالم حشرات سويدي، ولد في 16 يوليو 1902، وتوفي في 1992.